# Loxosceles foutadjalloni
Espèce
Loxosceles foutadjalloni est une espèce d'araignées aranéomorphes de la famille des Sicariidae.

## Distribution
Cette espèce est endémique de Guinée.

## Publication originale
- Millot, 1941 : Les araignées de l'Afrique Occidentale Française - sicariides et pholcides. Mémoires de l'académie des sciences de l'institut de France, vol. 64, p. 1-53.